# Leichtathletik-Europameisterschaften 1971/3000 m Hindernis der Männer

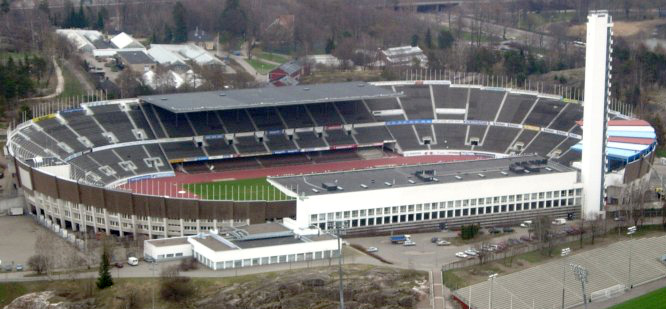
Das Olympiastadion von Helsinki im Jahr 2005

Der 3000-Meter-Hindernislauf der Männer bei den Leichtathletik-Europameisterschaften 1971 wurde am 13. und 15. August 1971 im Olympiastadion von Helsinki ausgetragen.
Europameister wurde der Franzose Jean-Paul Villain. Er gewann vor dem Tschechoslowaken Dušan Moravčík. Bronze ging an den sowjetischen Läufer Pawel Syssojew.

## Anmerkung zu den Zeitangaben
Die Zeitangaben erfolgten bei diesen Europameisterschaften offiziell wie früher üblich in auf Zehntelsekunden gerundeten Werten. Zugrunde liegen allerdings die elektronischen Messungen, deren exakte Hundertstelwerte bekannt und in den Ergebnislisten der Quellen aufgeführt sind. In den Jahren nach diesen Europameisterschaften wurde es üblich, die Resultate der Bahnwettbewerbe aufgeschlüsselt nach Hundertstelsekunden anzugeben. Dies ist auch hier in den nachfolgenden Ergebnisübersichten so realisiert.

## Rekorde

### Bestehende Rekorde
| Weltrekord           | 8:22,0 min | Kerry O’Brien      | Berlin, BR Deutschland (heute Deutschland) | 19. August 1969    |
| Europarekord         | 8:22,2 min | Vladimiras Dudinas | Kiew, Sowjetunion (heute Ukraine)          | 19. August 1969    |
| Meisterschaftsrekord | 8:25,0 min | Michail Schelew    | EM Athen, Griechenland                     | 20. September 1969 |

### Rekordverbesserungen
- Der bestehende EM-Rekord wurde bei diesen Europameisterschaften nicht erreicht. Die schnellste Zeit mit 8:25,12 min erzielte der französische Europameister Jean-Paul Villain im Finale am 15. August. Damit blieb er gerundet nur um eine Zehntelsekunde über dem Rekord. Zum Europarekord fehlten ihm 3,1 Sekunden, zum Weltrekord 3,3 Sekunden.
- Es wurden sechs neue Landesrekorde aufgestellt:
  - 8:29,75 min – Toni Feldmann (Schweiz), erster Vorlauf am 13. August
  - 8:38,24 min – Spyros Kontossoros (Griechenland), erster Vorlauf am 13. August
  - 8:28,32 min – Anders Gärderud (Schweden), dritter Vorlauf am 13. August
  - 8:36,47 min – Wigmar Petersen (Dänemark), dritter Vorlauf am 13. August
  - 8:25,12 min – Jean-Paul Villain (Frankreich), Finale am 15. August
  - 8:26,11 min – Dušan Moravčík (Tschechoslowakei), Finale am 15. August

## Vorrunde
13. August 1971, 20:05 Uhr
Die Vorrunde wurde in drei Läufen durchgeführt. Die ersten vier Athleten pro Lauf – hellblau unterlegt – qualifizierten sich für das Finale.

### Vorlauf 1
| Platz | Name               | Nation         | Zeit (min) |
| ----- | ------------------ | -------------- | ---------- |
| 1     | Pawel Syssojew     | Sowjetunion    | 8:29,65    |
| 2     | Toni Feldmann      | Schweiz        | 8:29,75 NR |
| 3     | Georgi Tichow      | Bulgarien      | 8:30,87    |
| 4     | Józef Rębacz       | Polen          | 8:33,36    |
| 5     | Tapio Kantanen     | Finnland       | 8:35,88    |
| 6     | Umberto Risi       | Italien        | 8:37,15    |
| 7     | Spyros Kontossoros | Griechenland   | 8:38,24 NR |
| 8     | Paul Thys          | Belgien        | 8:41,11    |
| 9     | Willi Wagner       | BR Deutschland | 8:44,50    |
| 10    | Stalle Engen       | Norwegen       | 8:44,68    |
| 11    | Gérard Delalandre  | Frankreich     | 8:54,70    |
| 12    | Ron McAndrew       | Großbritannien | 9:02,11    |

### Vorlauf 2

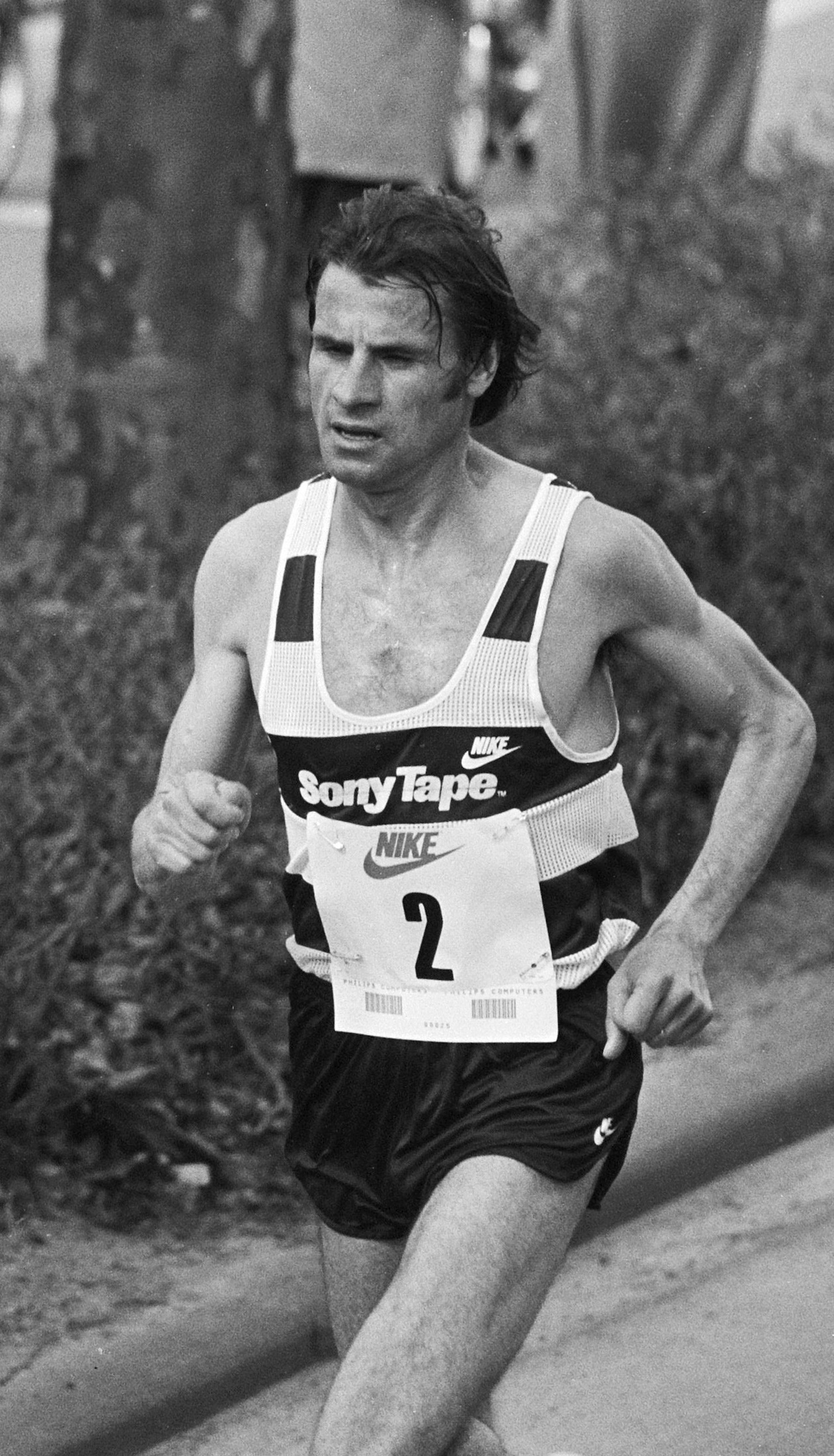
Nach seinem 33. Platz über 10.000 Meter startete Carlos Lopes auch im Hindernislauf und schied als Achter des zweiten Vorlaufs aus – 1976 war er Olympiazweiter über 10.000 Meter und 1980 Olympiasieger im Marathonlauf

| Platz | Name                 | Nation           | Zeit (min) |
| ----- | -------------------- | ---------------- | ---------- |
| 1     | Dušan Moravčík       | Tschechoslowakei | 8:32,81    |
| 2     | Pekka Päivärinta     | Finnland         | 8:33,34    |
| 3     | Jean-Paul Villain    | Frankreich       | 8:34,17    |
| 4     | Romualdas Bitė       | Sowjetunion      | 8:34,28    |
| 5     | Arne Risa            | Norwegen         | 8:35,65    |
| 6     | Henryk Lesiuk        | Polen            | 8:40,34    |
| 7     | Gheorghe Cefan       | Rumänien         | 8:44,34    |
| 8     | Hans-Dieter Schulten | BR Deutschland   | 8:46,98    |
| 9     | Carlos Lopes         | Portugal         | 8:54,83    |
| 10    | Francesco Valente    | Italien          | 8:57,93    |
| 11    | Hans Menet           | Schweiz          | 8:58,27    |

### Vorlauf 3
| Platz | Name                 | Nation         | Zeit (min) |
| ----- | -------------------- | -------------- | ---------- |
| 1     | Anders Gärderud      | Schweden       | 8:28,32 NR |
| 2     | Mikko Ala-Leppilampi | Finnland       | 8:28,96    |
| 3     | Vladimiras Dudinas   | Sowjetunion    | 8:30,30    |
| 4     | Kazimierz Maranda    | Polen          | 8:31,85    |
| 5     | Sverre Sørnes        | Norwegen       | 8:35,24    |
| 6     | Andy Holden          | Großbritannien | 8:36,11    |
| 7     | Wigmar Petersen      | Dänemark       | 8:36,47 NR |
| 8     | Gérard Buchheit      | Frankreich     | 8:40,07    |
| 9     | Michail Schelew      | Bulgarien      | 8:50,64    |
| 10    | Milan Tomić          | Jugoslawien    | 8:53,31    |

## Finale
15. August 1971, 16:15 Uhr
| Platz | Name                 | Nation           | Zeit (min) |
| ----- | -------------------- | ---------------- | ---------- |
| 1     | Jean-Paul Villain    | Frankreich       | 8:25,12 NR |
| 2     | Dušan Moravčík       | Tschechoslowakei | 8:26,11 NR |
| 3     | Pawel Syssojew       | Sowjetunion      | 8:26,42    |
| 4     | Romualdas Bitė       | Sowjetunion      | 8:26,97    |
| 5     | Mikko Ala-Leppilampi | Finnland         | 8:30,94    |
| 6     | Georgi Tichow        | Bulgarien        | 8:32,15    |
| 7     | Kazimierz Maranda    | Polen            | 8:33,05    |
| 8     | Józef Rębacz         | Polen            | 8:35,12    |
| 9     | Vladimiras Dudinas   | Sowjetunion      | 8:38,96    |
| 10    | Anders Gärderud      | Schweden         | 8:39,58    |
| 11    | Pekka Päivärinta     | Finnland         | 8:55,34    |
| DNF   | Toni Feldmann        | Schweiz          |            |

## Video
- EUROPEI DI HELSINKI 1971 RICOSTRUZIONE 3000 SIEPI VILLAIN, youtube.com, abgerufen am 26. Juli 2022